# Reinhold Nann
Reinhold Nann (en español: Reinaldo Nann) (Breisach, 25 de agosto de 1960) es un misionero y eclesiástico católico alemán. Fue obispo-prelado de Caravelí, entre 2017 y 2024.

## Biografía

### Familia
Nació el 25 de agosto de 1960, en la ciudad alemana de Breisach. Hijo de Reinhold y Gerda Nann. Vivió su infancia y juventud en Achkarren. A los ocho años, sus padres ingresaron a la rama de matrimonios del Movimiento de Schönstatt, donde él y sus hermanos también participaron.

### Formación
Realizó su formación primaria en Achkarren (1966-1970), y la secundaria en Breisach (1970-1980).
En 1980, ingresó en el Collegium Borromaeum, cursando estudios de Filosofía en la Universidad de Friburgo, y Teología en la Pontificia Universidad Gregoriana (1982-1983). Volvió al seminario y a la Universidad de Friburgo para completar sus estudios de Teología (1983-1985). En 1985, obtuvo el bachillerato en Teología, con el trabajo: María en la Teología de la liberación.

### Sacerdocio
Su ordenación sacerdotal fue el 31 de mayo de 1987, a manos del arzobispo Oskar Saier; incardinándose en la arquidiócesis de Friburgo. Escogió como lema sacerdotal la frase: "El Señor me ha ungido, para anunciar el Evangelio a los pobres". Pertenece al Instituto Sacerdotal Diocesano de Schönstatt.
Como sacerdote desempeñó los siguientes ministerios:
- Vicario parroquial de St. Antonius, en Mannheim-Rheinau Mannheim (1987-1989).[2]
- Capellán ad interim y vicario parroquial de St. Margarethen, en Waldkirch (1989-1991).

En 1991, fue enviado como misionero a la diócesis de Carabayllo (Perú), donde fue:
- Párroco de San Conrado, en Los Olivos (1991-1996).

En 2006, regresó a su país donde fue:
- Director espiritual di St. Konrad und Elisabeth, en Brühl (1997-2001).

En 2002, volvió al Perú, a la arquidiócesis de Trujillo, y fue:
- Administrador parroquial de Madre de Cristo, en La Esperanza (2002-2007).
- Vicario episcopal territorial de la Zona Norte (2003-2006).
- Coordinador de la Partnerschaft, en la arquidiócesis de Trujillo (2004-2012).
- Administrador parroquial de Santiago Apóstol, en Santiago de Chuco (2008-2013).
- Administrador parroquial de Virgen del Carmen, en Cachicadán (2010-2013).
- Administrador parroquial de San Jerónimo, en Mollepata-Angasmarca (2011-2013).
- Coordinador del Movimiento de Schönstatt, en la arquidiócesis de Trujillo (2013-2017).
- Administrador parroquial de Divino Maestro, en Miramar-Alto Moche (2014-2017).[3]

En 2017, acude al vicariato apostólico de San José del Amazonas, donde fue:
- Párroco de San Antonio de Padua, en El Estrecho (2017).

### Episcopado
El 27 de mayo de 2017, el papa Francisco lo nombró obispo-prelado de Caravelí. Fue consagrado el 15 de agosto del mismo año, en la Catedral de Trujillo, a manos del arzobispo Salvador Piñeiro. Tomó posesión canónica de la sede el 22 de agosto siguiente.
El 15 de marzo de 2020, en un comunicado dio permiso para "que los sacerdotes puedan escuchar confesiones por teléfono", por la cuarentena establecida por el Gobierno peruano, debido a la pandemia de COVID-19. Pero al poco tiempo, el 20 de marzo siguiente, la Penitenciaría apostólica decretó algunas notas sobre el sacramento de la penitencia, que exige la presencia física del penitente y del confesor. Por ello, ese mismo día tuvo que anular el permiso, alegando que: "El decreto no menciona la confesión por teléfono, queda entonces anulada esta posibilidad".
- Presidente nacional de Caritas-Perú (2022-2024).[6]

El 1 de julio de 2024, el papa Francisco aceptó su renuncia como obispo-prelado e Caravelí, nombrando a un administrador apostólico al mismo tiempo. En un comunicado dirigido a la diócesis, alegó su renuncia por razones de salud. También agregó que iniciaría un período sabático en Alemania, y durante ese tiempo, decidir sobre su futuro.